# Capitólio Estadual da Luisiana
O Capitólio Estadual da Luisiana, situado na cidade de Baton Rouge, é a sede do governo do estado da Luisiana, nos Estados Unidos. Foi construído em estilo art déco em 1931-1932.
O edifício tem 137,16 m de altura, e é o mais alto capitólio estatal do país. Foi projetado em 1929 durante o mandato do governador Huey Long,.